# Habenaria coeloglossoides
Habenaria coeloglossoides är en orkidéart som beskrevs av Victor Samuel Summerhayes. Habenaria coeloglossoides ingår i släktet Habenaria och familjen orkidéer. Inga underarter finns listade i Catalogue of Life.